# Amblyoponinae
Amblyoponinae Forel, 1893 è una sottofamiglia di insetti imenotteri della famiglia Formicidae.

## Descrizione
Le operaie di questa sottofamiglia si caratterizzano per gli occhi piccoli o del tutto assenti, il margine anteriore del clipeo con setae dentiformi, il peziolo ampiamente fuso con il terzo tergite addominale, il postpeziolo assente e il pungiglione ben sviluppato.

## Biologia
Le operaie e le regine di questa sottofamiglia si nutrono praticando dei fori nel corpo delle larve e succhiandone l'emolinfa.
Tale comportamento è definito come una forma di "cannibalismo non distruttivo", ed ha fruttato a queste formiche il soprannome di "formiche vampiro" (Dracula ant).

## Distribuzione e habitat
La sottofamiglia Amblyoponinae ha una distribuzione cosmopolita.

In particolare, il genere Amblyopone, a cui si ascrivono circa i 2/3 delle specie della sottofamiglia, è ampiamente distribuito nelle regioni tropicali e temperate di Nuovo Mondo e Vecchio Mondo; Prionopelta è anch'esso ampiamente diffuso nelle regioni tropicali e sub-tropicali; Adetomyrma è un genere endemico del Madagascar; Mystrium ha un areale che comprende il Madagascar, l'Africa centrale e occidentale, il sud est asiatico e l'Australia settentrionale; Myopopone va dallo Sri Lanka alle Filippine, spingendosi a sud fino all'Australia;  Onychomyrmex è endemico dell'Australia.

## Tassonomia
La sottofamiglia Amblyoponinae comprende i seguenti generi:
- Adetomyrma Ward, 1994
- Amblyopone Erichson, 1842
- Casaleia Pagliano & Scaramozzino, 1990 †
- Fulakora Mann, 1919
- Myopopone Roger, 1861
- Mystrium Roger, 1862
- Onychomyrmex Emery, 1895
- Prionopelta Mayr, 1866
- Stigmatomma Roger, 1859
- Xymmer Santschi, 1914

### Alcune specie

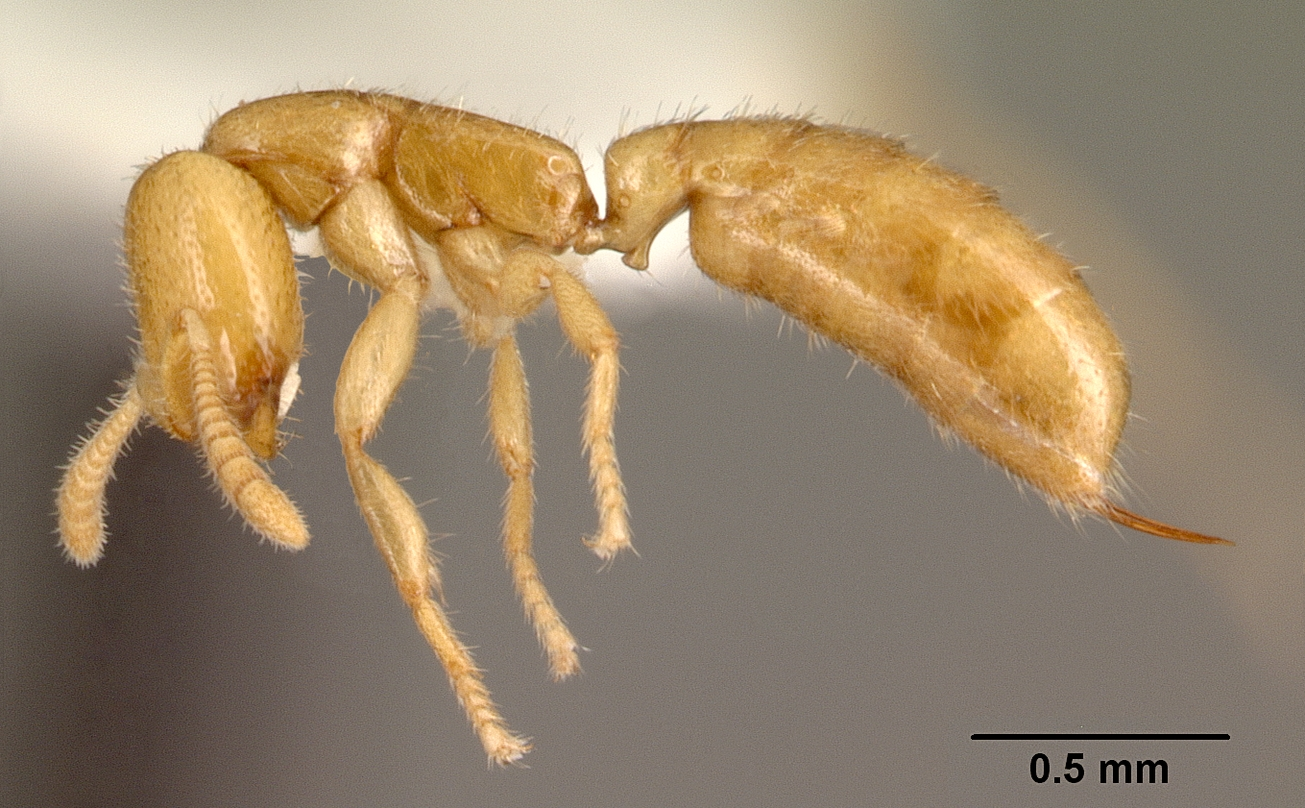
Adetomyrma venatrix
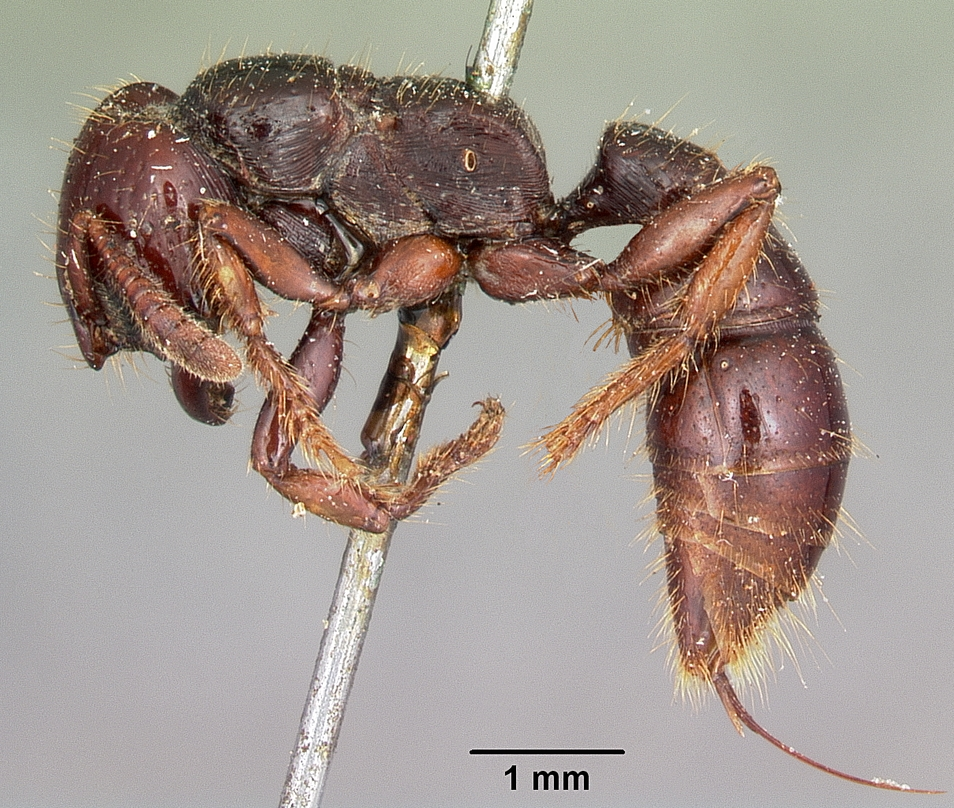
Myopopone castanea
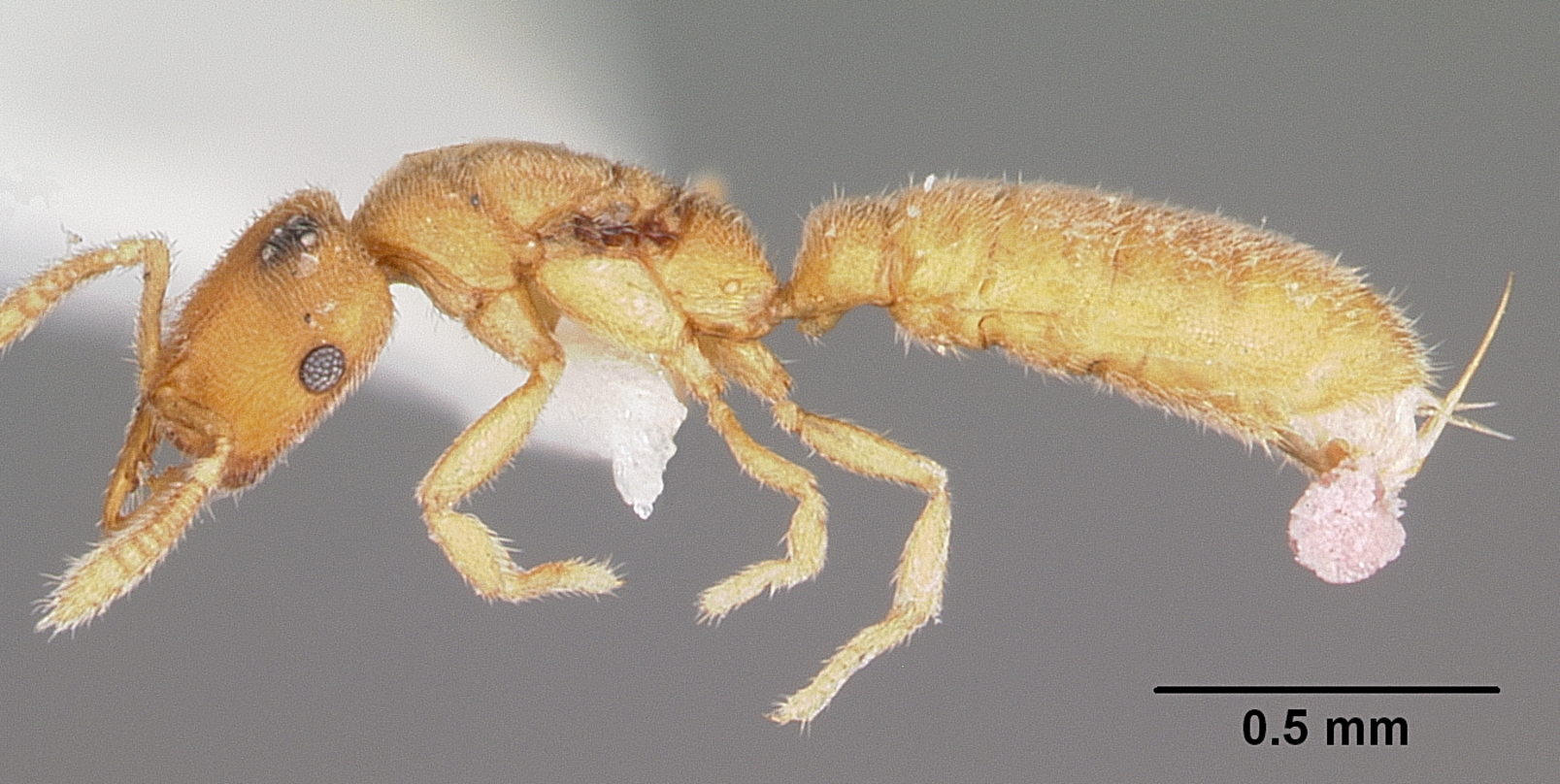
Stigmatomma mulanae